# Boucané
Pour les articles homonymes, voir Boucan.
Le boucané est un produit culinaire traditionnel, constitué de viande ou de poisson mariné, salé, séché et fumé à l’étouffée au feu de bois, par boucanage, sur un boucanier, des cuisines des pays d'Amérique du Sud, des Caraïbes, ou encore de l'océan Indien, et de La Réunion en particulier.

## Étymologie
Le mot boucan (en vieux français) désigne une cabane en bois, utilisée pour le boucanage de la viande ou du poisson sur des boucaniers (bokaem, en créole), pour la préparation, la cuisson, et la conservation de la viande et du poisson.

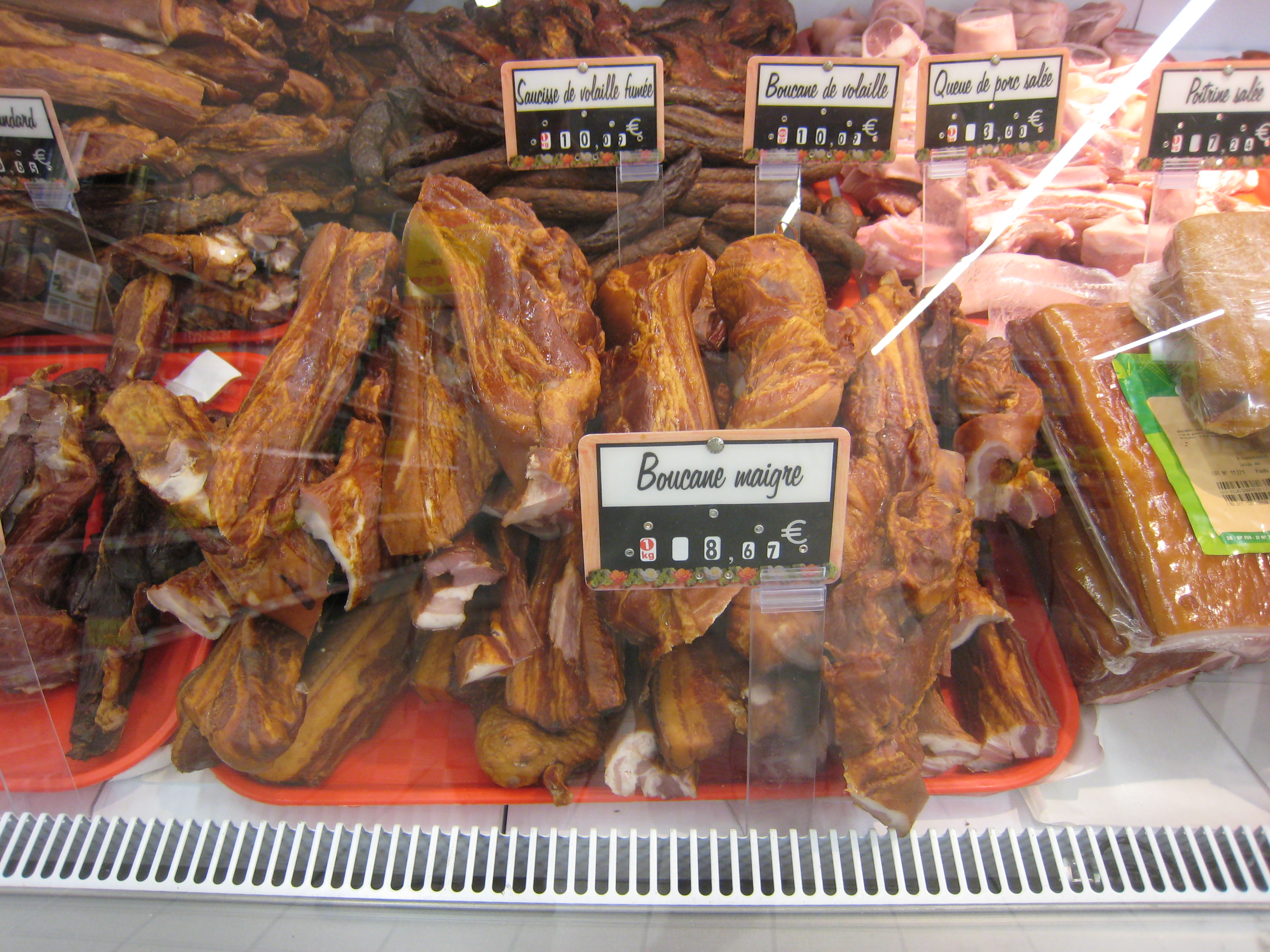
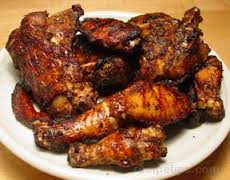
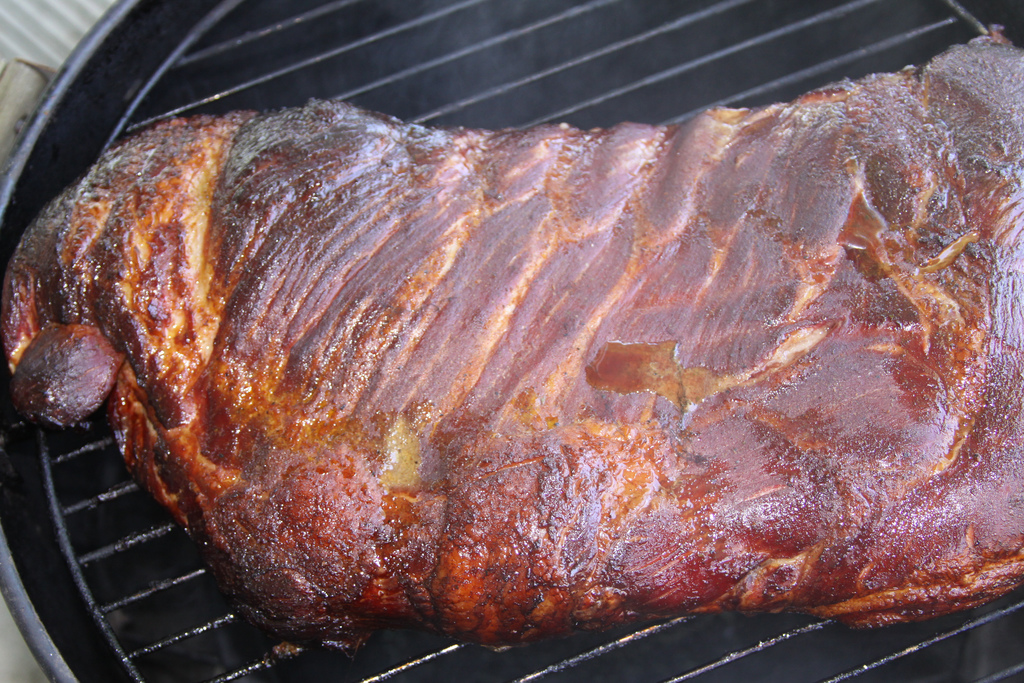

## Histoire
Cette technique ancestrale de conservation de la viande, pratiquée notamment par des autochtones d'Amérique, a été adoptée notamment par les boucaniers (coureur des bois, trappeur, et corsaire, pirate, et flibustier de la mer des Caraïbes, qui utilisaient cette technique pour conserver de la viande et du poisson sur leurs navires pendant leurs séjours en mer). Elle est toujours utilisée dans la cuisine traditionnelle des Antilles,,.

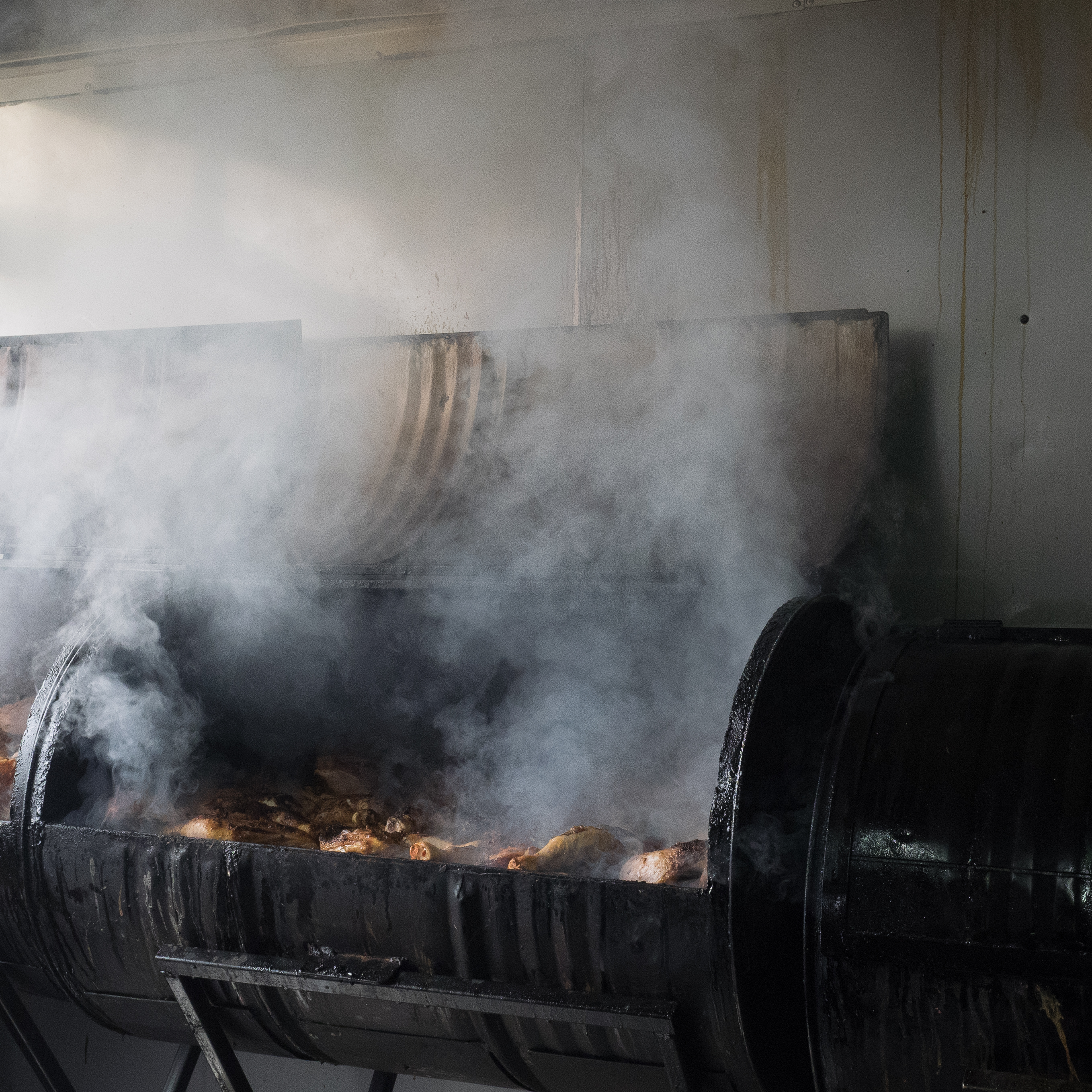
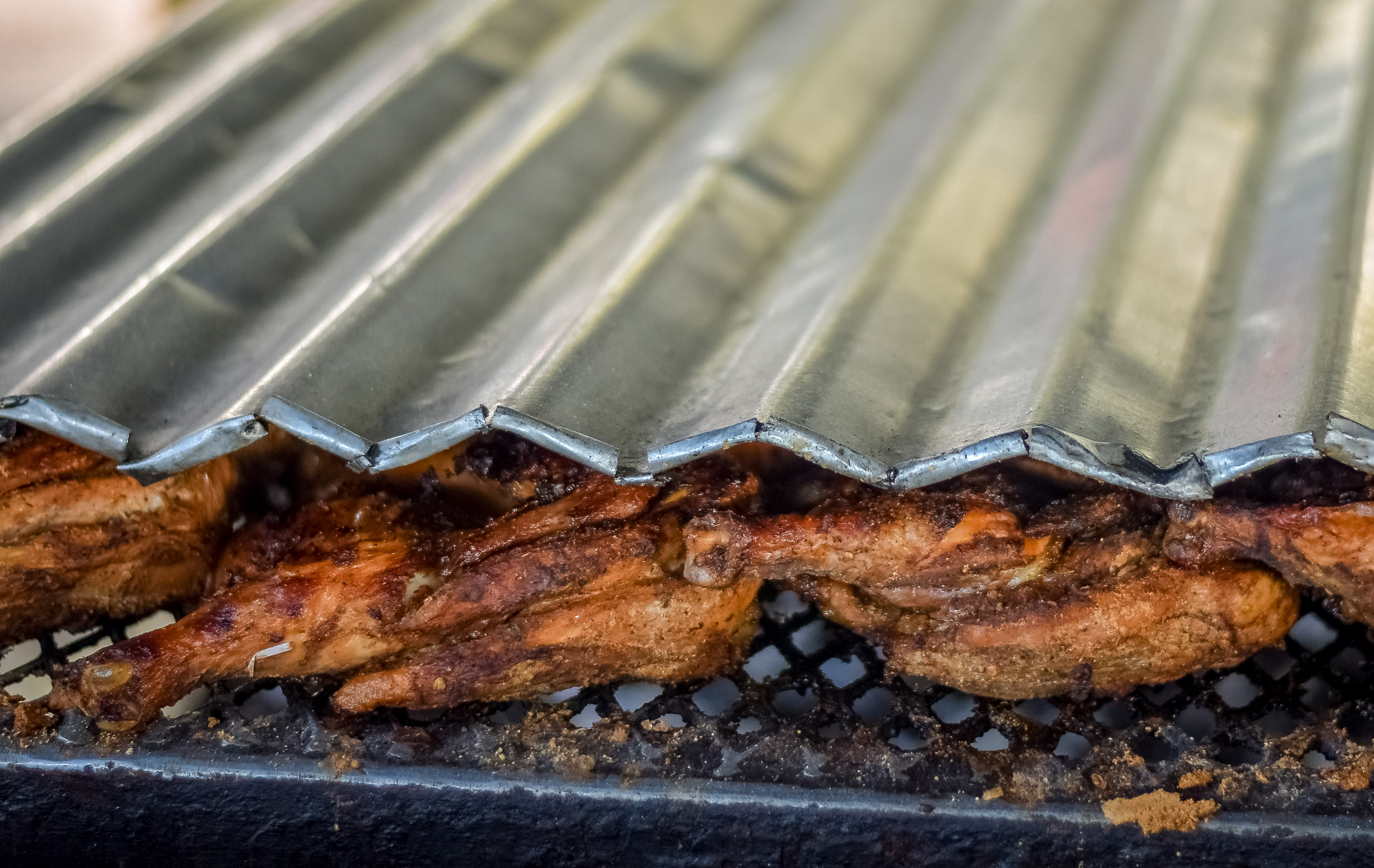
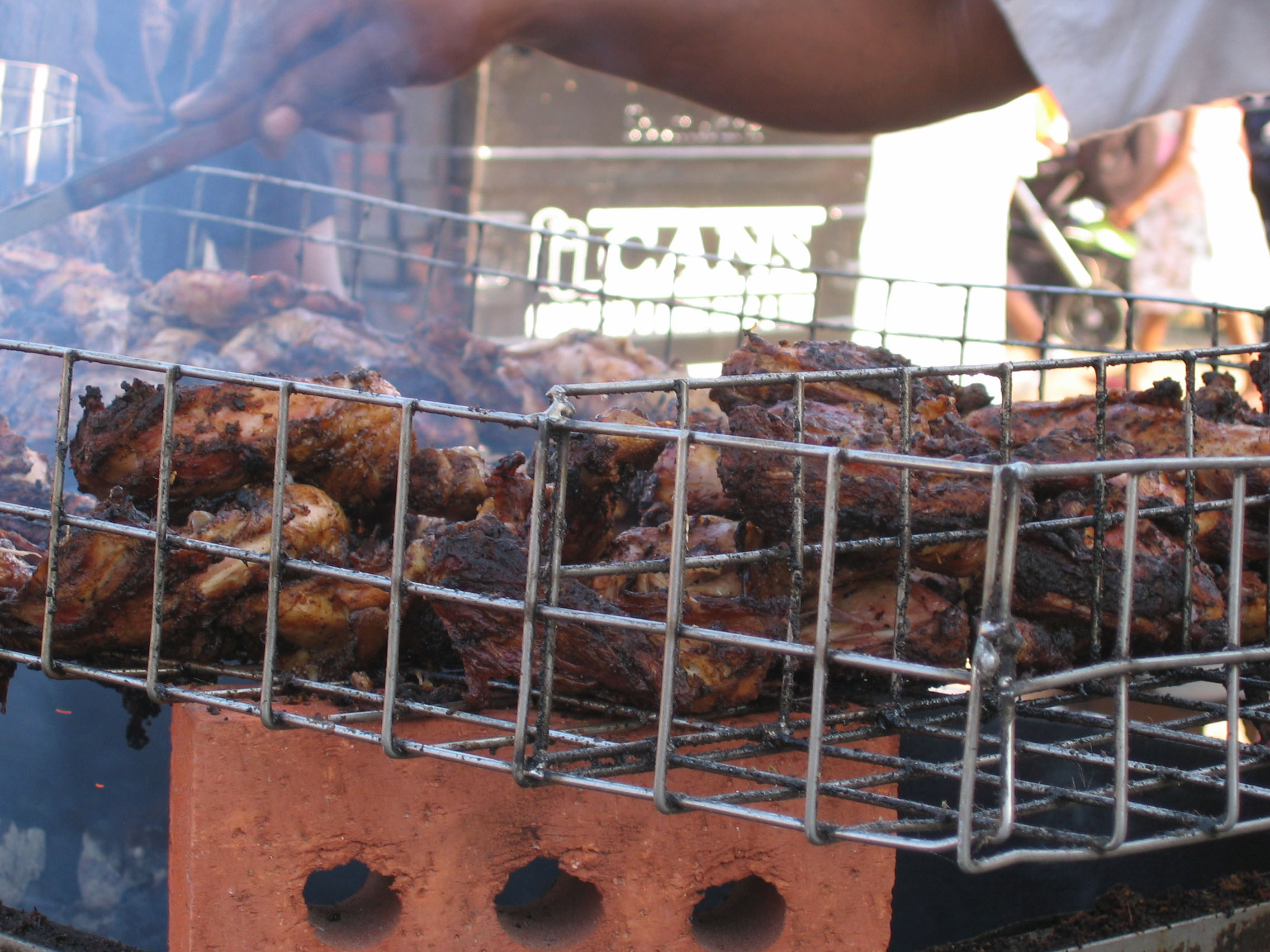

## Mets boucanés
Le boucané est un morceau de poulet, de poisson, de porc, de saucisse, ou de lard « boucané », c'est-à-dire mariné avec des épices, salé, séché et fumé longuement à l’étouffée au-dessus d'un feu de bois, avec des feuilles, des plantes odorantes et herbes aromatiques (variante du séchage, fumage et salaison),.

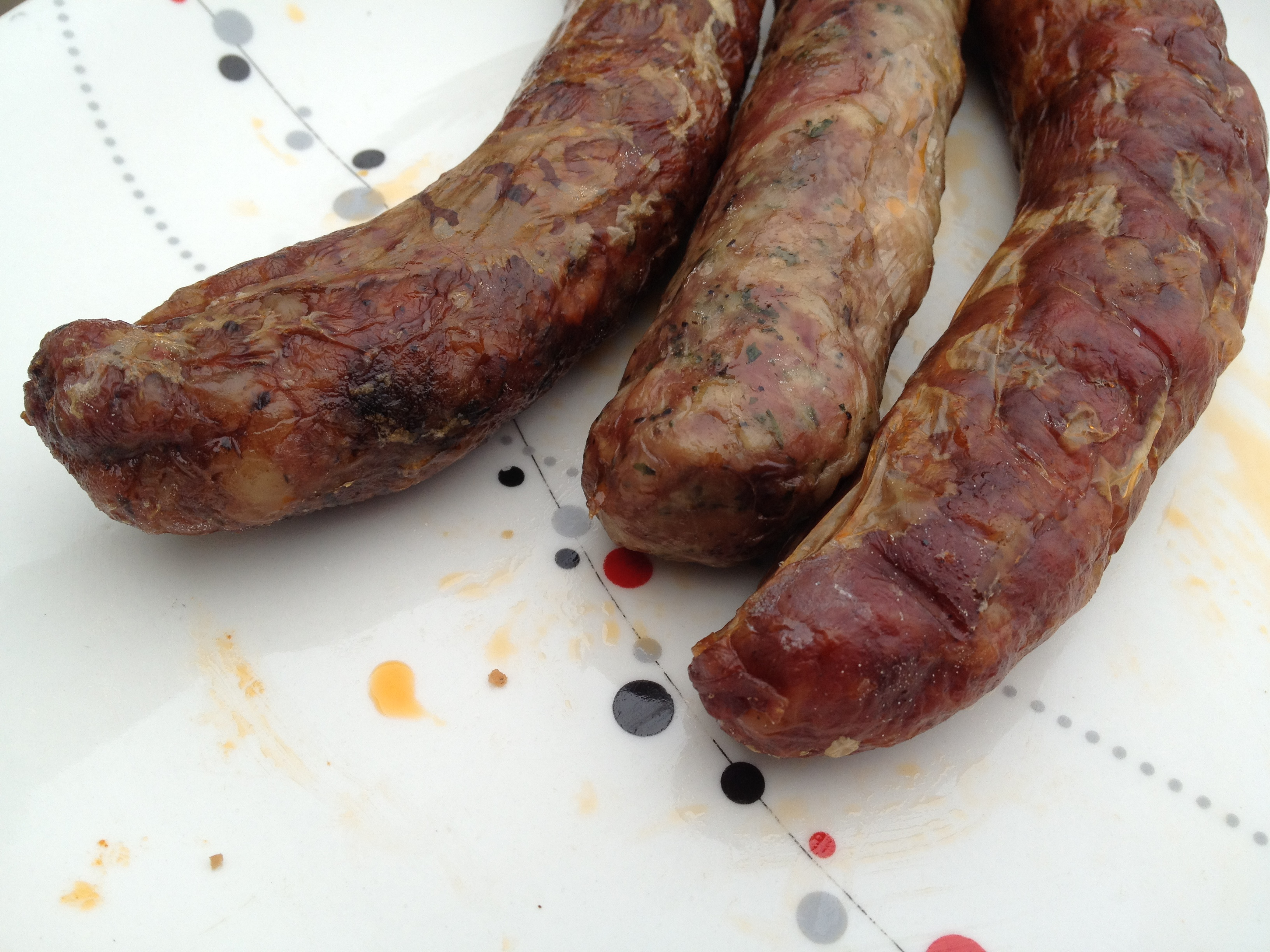
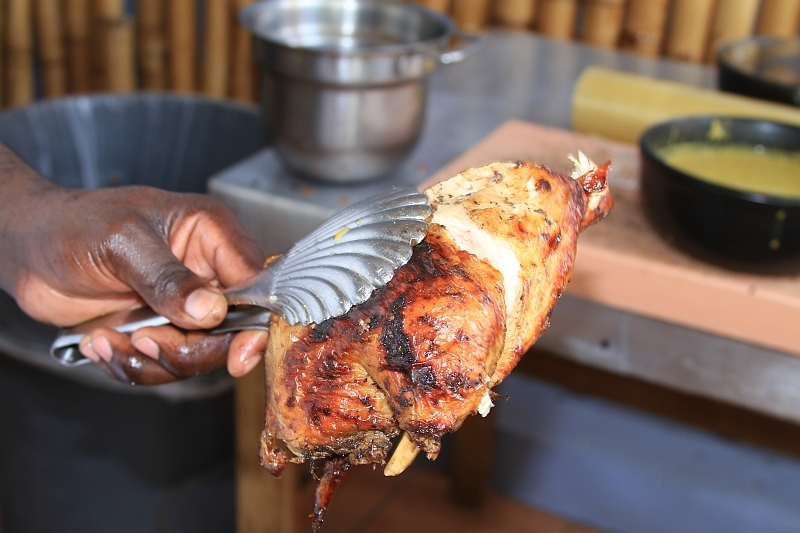
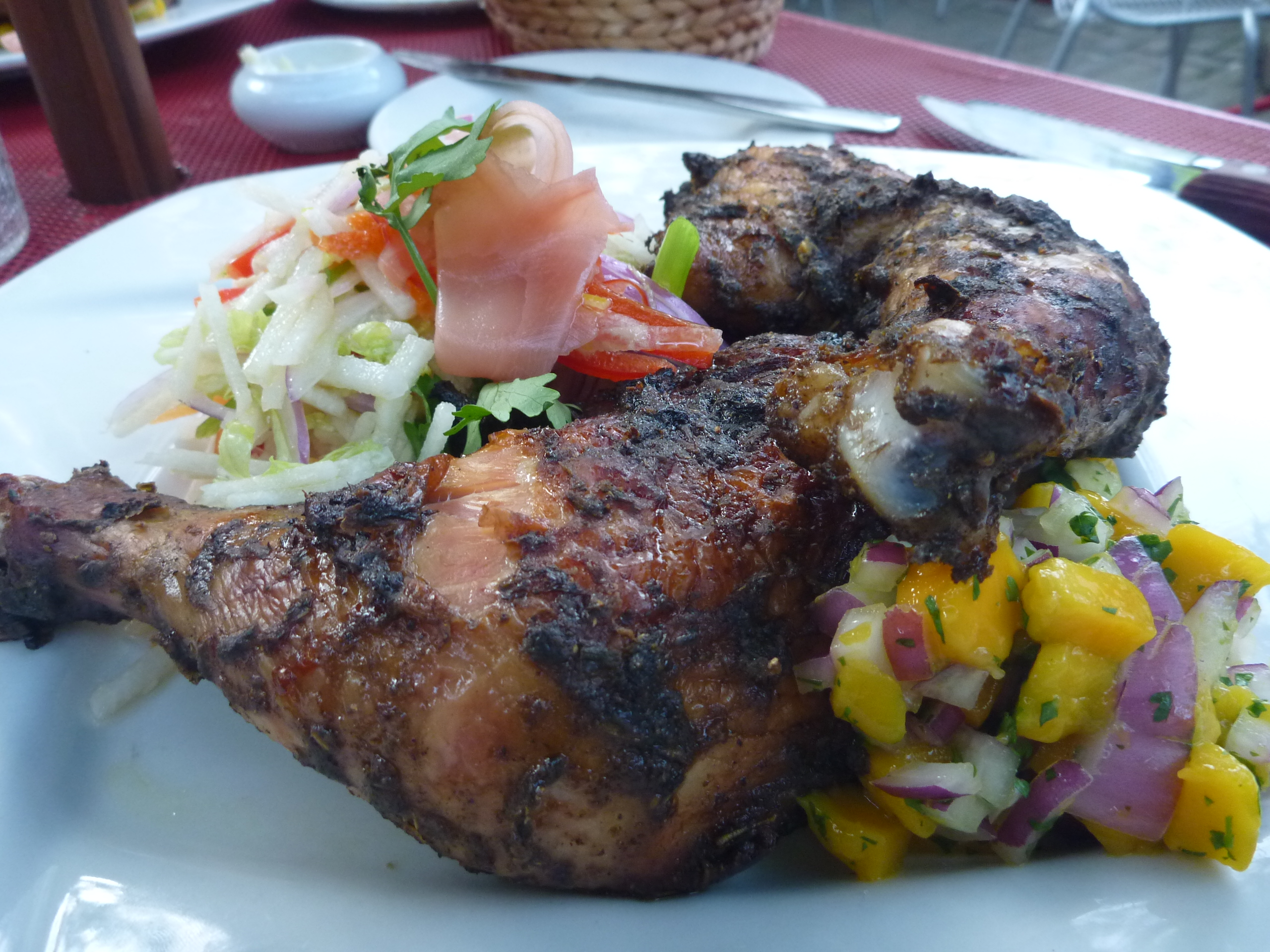
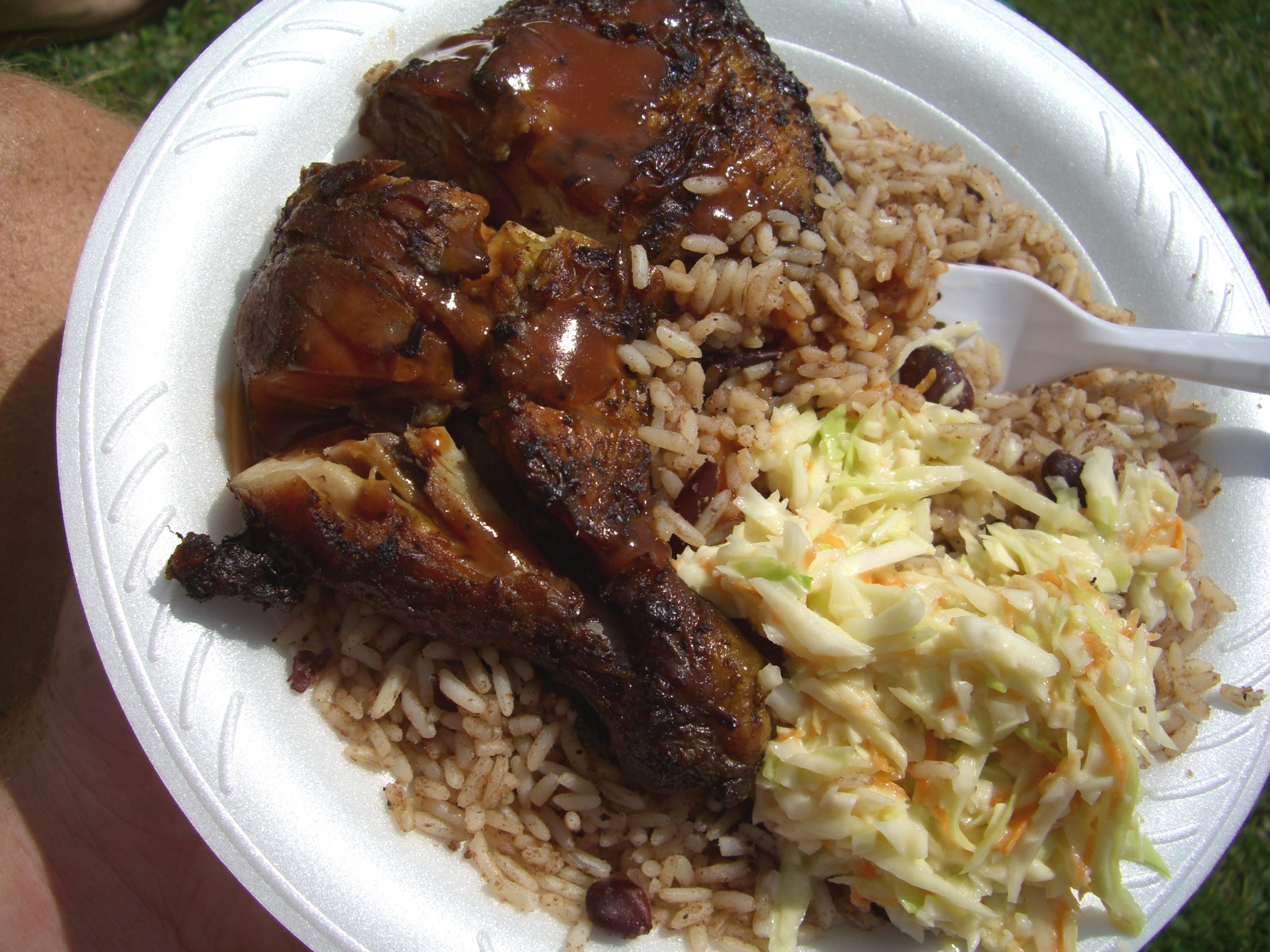
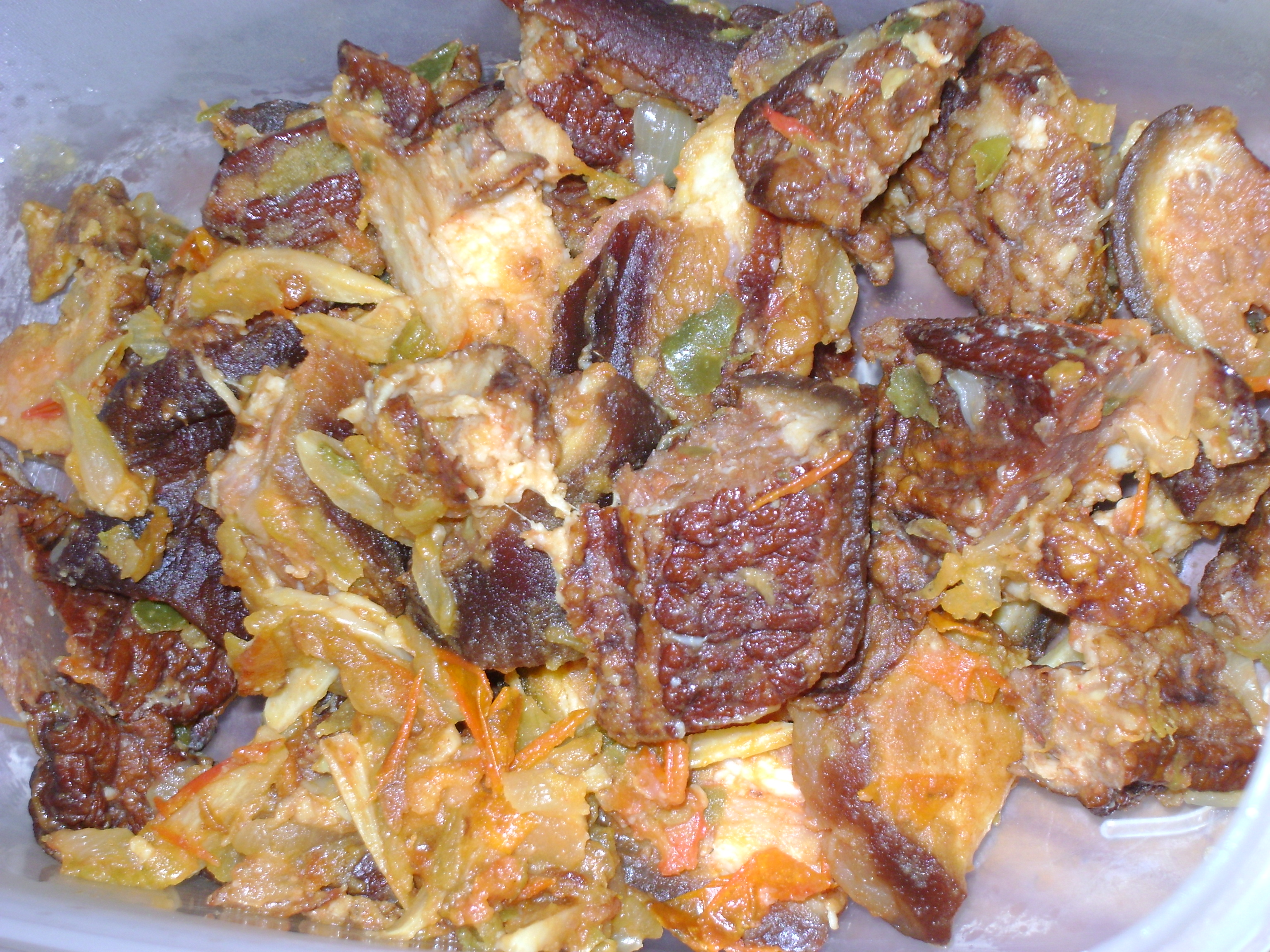
Rougail boucané.

D'autres viandes sont couramment boucanées, dont la viande de gibier dans la cuisine guyanaise, les saucisses ou encore le tangue dans la cuisine réunionnaise.

## Quelques exemples
Le rougail boucané se prépare avec des tomates, du piment, des oignons, et peut intégrer des aubergines (appelées « bringelles » en créole à La Réunion),,,.

## Toponymes
- La rivière Boucanée est un affluent du lac Pohénégamook coulant dans les municipalités de Saint-Athanase et de Pohénégamook, dans la MRC de Témiscouata, au Bas-Saint-Laurent, au Québec, au Canada.
- La rivière Boucane est un affluent du Lac Boucane coulant dans le territoire non organisé de Matchi-Manitou, dans la MRC de La Vallée-de-l'Or, en Abitibi-Témiscamingue, au Québec, au Canada.
- Le lac Boucanée est lac de tête de la rivière Boucanée, dans la municipalité de Saint-Athanase, dans la MRC de Témiscouata, au Bas-Saint-Laurent, au Québec, au Canada.